# Tabanus lineataenia
Tabanus lineataenia är en tvåvingeart som beskrevs av Xu 1979. Tabanus lineataenia ingår i släktet Tabanus och familjen bromsar. Inga underarter finns listade i Catalogue of Life.